# Joachim Schykowski

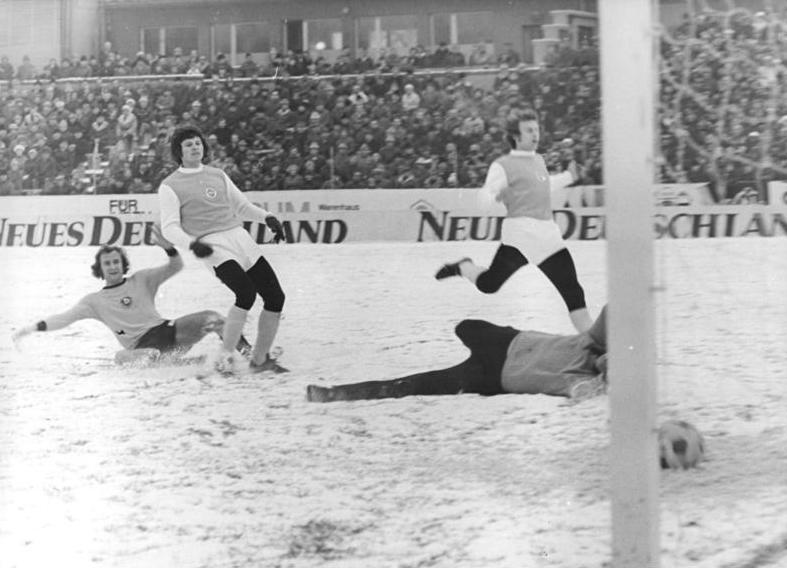
Joachim Schykowski 1976 (Zweiter von rechts)

Joachim Schykowski (* 19. September 1950 in Zwickau) war Fußballspieler in der DDR-Oberliga, der höchsten Fußballklasse des ostdeutschen Fußballverbandes. Er spielte dort für die Betriebssportgemeinschaft (BSG) Sachsenring Zwickau, mit der er 1975 den DDR-Fußballpokal gewann.

## Fußball-Laufbahn
Schykowskis erste Sportgemeinschaft war die kleine BSG Motor Süd in seiner Heimatstadt Zwickau, in der er bis zum Juniorenalter zusammen mit seinem ein Jahr jüngeren Bruder Hans Schykowski spielte. 1967 wechselten beide Brüder zur BSG Sachsenring Zwickau, wo sie zunächst in der Junioren-Oberliga und danach mit der 2. Mannschaft in der zweitklassigen DDR-Liga spielten.
Sein erstes Spiel in der DDR-Oberliga absolvierte Schykowski am 9. Juni 1973, als er für den nicht einsatzbereiten Andreas Reichelt im Punktspiel FC Carl Zeiss Jena – BSG Sachsenring (3:1) als zentraler Mittelfeldspieler eingesetzt wurde. Bis zum Saisonende kam der 1,78 m große Schykowski noch in drei weiteren Oberligaspielen zum Einsatz. Mit Beginn der Saison 1973/74 setzte Trainer Karl-Heinz Kluge voll auf den 23-Jährigen, und Schykowski bestritt 25 der 26 Oberligapunktspiele, in denen er in der Regel im zentralen Mittelfeld agierte. Diese Position behielt er auch in der Hinrunde der Spielzeit 1974/75, nach dem Ausscheiden von Heinz Wohlrabe, der zum Militärdienst eingezogen wurde, übernahm Schykowski dessen Position als linker Verteidiger.
Die Saison 1974/75 endete mit Schykowskis größtem Erfolg seiner Fußballkarriere. Nachdem er sechs von sieben Spielen um den DDR-Pokal absolviert hatte, stand Sachsenring Zwickau am 14. Juni 1975 im Pokalendspiel gegen Dynamo Dresden. Nach einem 0:1-Rückstand erzielte der wieder linker Verteidiger spielende Schykowski in der 73. Minute den Ausgleich, nach 120. Minute stand es 2:2. Das anschließende dramatisch verlaufene Elfmeterschießen endete 4:3 für die Zwickauer, die damit zum dritten Mal DDR-Pokalsieger wurden.
1975/76 pendelte Schykowski zwischen Mittelfeld und Abwehr und kam erneut auf 25 Punktspieleinsätze. Außerdem bestritt er alle Spiele um den Europapokal der Pokalsieger, die zu einem weiteren Höhepunkt in Schykowski Karriere wurden. Die Zwickauer schaltete nacheinander die prominenten Mannschaften Panathinaikos Athen, AC Florenz und Celtic Glasgow aus, ehe sie im Halbfinale an RSC Anderlecht scheiterten (0:3, 0:2). Mit seinen drei Toren trug Schykowski wesentlich zu diesem überraschenden Vormarsch bei, wobei seine beiden Treffer im Achtelfinalrückspiel gegen den AC Florenz (1:0 und einmal im Elfmeterschießen) seine wertvollsten Tore waren.
Abgesehen von kurzen Ausflügen in das Mittelfeld blieb Schykowski seiner linken Verteidigerposition bis 1983 treu. Am Ende der Saison 1982/83 stieg Sachsenring Zwickau aus der Oberliga ab. Erst 1985 gelang die Rückkehr in die Oberliga, in der Aufstiegssaison 1984/85 war Schykowski mit 33 von 36 DDR-Ligapunktspielen und vier Toren einer der Erfolgsgaranten. Im Alter von 35 Jahren nahm er anschließend seine letzte Oberligasaison in Angriff. Während er in der Hinrunde mit zehn Punktspieleinsätzen noch ziemlich regelmäßig zum Einsatz kam, spielte er in der Rückrunde nur noch zweimal. Sein letztes Oberligaspiel bestritt er am 24. Spieltag, dem 10. Mai 1986. In der Begegnung Stahl Brandenburg – Sachsenring (3:0) wurde er in der 65. noch einmal auf seiner Stammposition auf der linken Verteidigungsseite eingewechselt.
In seinen zwölf Oberligaserien kam Schykowski auf insgesamt 240 Punktspieleinsätze, in denen er als eher defensiv agierender Spieler 31 Tore erzielte. Zum Abtrainieren spielte er anschließend noch bei den unterklassigen Mannschaften von Einheit Elsterberg und Fortschritt Planitz.

## Berufliche Laufbahn
Nach dem Schulabschluss hatte Schykowski eine Elektriker-Lehre absolviert. Nach seinem Wechsel zur BSG Sachsenring wurde er vom Trägerbetrieb, dem Zwickauer PKW-Hersteller VEB Sachsenring, angestellt. Dies geschah, wie bei Fußballspielern in der DDR-Oberliga üblich, jedoch nur pro forma. Während seiner Zeit als Fußballspieler absolvierte er ein Ingenieurstudium und arbeitete nach dem Ende seiner Oberligazeit bis 1990 regulär als Ingenieur im Sachsenringwerk. Nach den wirtschaftlichen Veränderungen infolge der deutschen Wiedervereinigung stieg Schykowski in einen Zwickauer Anzeigenverlag ein. Für kurze Zeit war er beim BSG-Nachfolgeverein FSV Zwickau Pressesprecher, später machte er sich einen Namen als Organisator von Hallenfußballturnieren.